# Shazna
SHAZNA – japoński zespół z nurtu visual kei. Zespół został założony przez Izam i A.O.I w 1993 roku. Popularność zyskał dopiero pod koniec lat 90'. Piosenki grupy miały charakter popowo-rockowy. Głównym tematem była miłość.

## Członkowie zespołu
- Izam – wokalista. Po rozpadzie zespołu zajął się karierą solową.
- A O I – gitarzysta.
- NIY – basista.

Najbardziej charakterystyczną osobą w grupie był Izam, który poprzez makijaż i strój próbował upodobnić się do kobiety. Po rozpoczęciu kariery solo zrezygnował z kontrowersyjnego wyglądu.

## Dyskografia

### Albumy
- Sophia (30 listopada 1994)
- Melty Case (14 marca 1996)
- Raspberry Time (1 sierpnia 1996)
- Promise Eve (22 stycznia 1997)
- GOLD SUN AND SILVER MOON (22 stycznia 1998)
- PURE HEARTS (30 czerwca 1999)
- 10TH MELTY LIFE (8 sierpnia 2007)

### Kompilacje
- BEST ALBUM 1993 2000 OLDIES (1 stycznia 2000)
- SINGLE BEST SHAZNA & IZAM (5 września 2007)

### Single
- Stilness For Dear (17 kwietnia 1994)
- Dizziness (8 grudnia 1995, limitowany do 500 kopii)
- Dizziness (5 stycznia 1996, wydany ponownie z B-side, limitowany do 1000 kopii)
- Melty Love (27 sierpnia 1997)
- Violet September Love (jap. すみれ September Love Sumire September Love; 8 października 1997)
- White Silent Night (3 grudnia 1997)
- SWEET HEART MEMORY (7 stycznia 1998)
- PURENESS (22 kwietnia 1998)
- Love is Alive/Dear LOVE (29 kwietnia 1998)
- Lover/Virgin (jap. 恋人/Virgin Koibito/Virgin; 14 października  1998)
- Pink (27 stycznia 1999)
- PIECE OF LOVE (31 marca 1999)
- Tokyo Ballet Reprise/Kiss on Shelley (jap. Tokyo Ballet Reprise/シェリーに口づけ Tokyo Ballet Reprise/Sherī ni kuchidzuke; 9 czerwca 1999)
- AQUA (22 września 1999)
- Winter's Review (8 grudnia 1999)
- Heart (jap. 心 Kokoro; 25 kwietnia 2007)